# Chiesa di Santa Maria Nascente (Berzo Inferiore)
La chiesa di Santa Maria Nascente è la parrocchiale di Berzo Inferiore, in provincia e diocesi di Brescia; fa parte della zona pastorale della Media Val Camonica.

## Storia
È accertato che una cappella dedicata alla Beata Vergine Maria e situata in centro a Berzo Inferiore era presenta già nel XV secolo. L'attuale chiesa venne costruita tra il 1609 ed il 1632 e nel 1647 fu eretta a parrocchiale. Nel Settecento venne edificato il campanile, il quale è alto 55 metri. Tra il 1740 ed il 1745 la chiesa fu decorata dal pittore Albrici di Vilminore di Scalve e da Pietro Scalvini e nel 1789 venne collocato l'altar maggiore. Nel XIX secolo venne realizzato l'organo, che subì un restauro nel 1971. Infine, nella seconda metà del XX secolo la parrocchiale fu ristrutturata due volte: tra il 1984 ed il 1985 e nel 1994.